# Georges Levard
 (janvier 2020).
Si vous disposez d'ouvrages ou d'articles de référence ou si vous connaissez des sites web de qualité traitant du thème abordé ici, merci de compléter l'article en donnant les références utiles à sa vérifiabilité et en les liant à la section « Notes et références ».
Georges Levard, né le 24 mars 1912 à Paris (XVIe arrondissement) et mort le 18 janvier 2010 à Saint-Céré (Lot), est un syndicaliste français.

## Biographie
Fils d'un ébéniste, Georges Levard grandit à Neuilly, dans une famille catholique très pratiquante. Lui-même sera très actif au sein du scoutisme. Passé par l'école publique, où il suit une scolarité plutôt réussie, il doit cependant interrompre ses études à l'âge de quatorze ans, pour des raisons financières, et travaille comme apprenti dessinateur dans une entreprise de carrosserie automobile.
Dans le même temps, il suit des cours du soir, et entre au Conservatoire national des arts et métiers.
Son engagement syndical débute très jeune. À dix-huit ans, il adhère alors au syndicat CFTC et participe aux activités des jeunesses syndicalistes chrétiennes. Il entre dans les instances nationales du syndicat cinq ans plus tard et, à l'automne 1936, devient permanent, aux côtés de Marcel Poimbœuf, dans la fonction de secrétaire général adjoint de la fédération des employés, la principale organisation de la CFTC.
À partir de 1937, il représente la CFTC au sein du Conseil national économique.
Mobilisé en septembre 1939, il participe à la bataille de Dunkerque et, fait prisonnier, passe le reste de la guerre dans des camps en Allemagne, et ne rentre en France qu'en juillet 1945.
Il reprend alors son activité syndicale, toujours comme permanent, et s'attache au redémarrage du syndicat des employés en région parisienne. En 1947, il est élu vice-président de la fédération des employés, et membre du bureau confédéral de la CFTC, puis, à partir d'octobre, secrétaire général adjoint de la confédération, auprès de Gaston Tessier, puis de Maurice Bouladoux.
Il entame alors un long mandat au Conseil économique et social, auquel il est nommé en 1947. Il y siège comme représentant de sa confédération jusqu'en 1969, puis comme personnalité qualifiée jusqu'en 1979. Il y exerce les fonctions de Questeur, de 1951 à 1956, puis de vice-président, pendant dix ans, à partir de 1959.
En 1953, il devient secrétaire général, en remplacement de Bouladoux, élu président confédéral. Ce dernier, cependant, garde certaines distances avec Levard, qui n'est de facto guère associé aux décisions essentielles. Dans le débat interne à la CFTC, Levard, qui défend avec le reste de la direction les orientations traditionnelles du syndicalisme chrétien, est un des adversaires les plus déterminés du courant Reconstruction, qui entend rénover la confédération. Il publie en 1955 un ouvrage Chances et périls du syndicalisme chrétien (Fayard), qui développe sa conception du syndicalisme. L'hostilité est telle qu'en 1955, René Mathevet, un des chefs de file de Reconstruction, se présente contre Levard à l'élection du secrétaire général, mais sans succès.
Lors du congrès suivant, en 1957, son maintien dans la direction semble inacceptable pour les minoritaires, mais Maurice Bouladoux impose un compromis, et Levard accepte l'entrée de Reconstruction dans la direction confédérale nationale.
La progression des minoritaires semble cependant inéluctable. En 1961, Maurice Bouladoux est appelé à la présidence de la confédération internationale des syndicats chrétiens, en remplacement de Gaston Tessier, qui vient de décéder. Il laisse ainsi vacant le siège de président, auquel Levard est élu. Le rapport de force s'est cependant inversé, et le secrétariat général échoit à Eugène Descamps, le candidat de Reconstruction.
Minoritaire de fait, Levard est rapidement marginalisé et la présidence transformée en poste quasiment honorifique. Il est contraint de laisser se faire la « déconfessionnalisation » de la CFTC, et sa transformation en Confédération Française Démocratique du Travail (CFDT), actée lors du congrès de 1964. Il tente alors simplement d'éviter la scission, mais sans succès car les plus opposés à la démarche de Reconstruction décident de créer une CFTC « maintenue » qui va très vite s'éloigner de la CFDT.
Très sceptique vis-à-vis du pacte d'unité d'action signé en 1966 avec la CGT, il estime l'année suivante que celui-ci n'a pour but que de s'opposer politique au gouvernement, et annonce qu'il ne se représente pas pour un nouveau mandat à la présidence confédéral. Contrairement à la nouvelle direction, proche de la deuxième gauche et du PSU, les orientations politiques de Levard étaient du côté du catholicisme social et du gaullisme de gauche.
Il se consacre alors à ses fonctions de membre de la section sociale du Conseil d'Etat, à laquelle il avait été nommé en octobre 1966, pour quatre ans.
Libéré de toute responsabilité syndicale, il participe aussi à la campagne de Georges Pompidou pour l'élection présidentielle de 1969.
Il exerce ensuite les fonctions de délégué général de la Fondation pour la recherche médicale française, jusqu'à sa retraite en 1979.
Il continue cependant d'être actif, siégeant notamment au Haut comité de la population.